# 诺莫哈末
丹斯里诺莫哈末耶谷（1947年8月24日—），马来西亚经济学家，为巫统党员。他曾于2008年马来西亚大选代表国民阵线当选为槟城打昔汝莪的国会议员，并在之后成为马来西亚首相署部长（负责经理策划单位事务）。
他也是前首相马哈迪·莫哈末的特别经济顾问。